# Панікар Ігор Іванович
І́гор Іва́нович Паніка́р (1933—2007) — доктор ветеринарних наук, професор, лавреат Державної премії УРСР в галузі науки і техніки.

## Життєпис
Народився 1933 року в селищі Мала Данилівка (Дергачівський район Харківської області). У Харкові закінчив 7 класів середньої школи та вступив до Верхнє-Писарівського ветеринарного технікуму — який закінчив з відзнакою 1951 року та був прийнятий без екзаменів в інститут.
1955 року закінчив з відзнакою Харківський ветеринарний інститут. Працював у Казахстані й Україні ветеринарним лікарем господарств, обласної ветеринарної лабораторії, викладав у радгоспі-технікумі. 1965 року закінчив аспірантуру при Українському науково-дослідному інституті птахівництва; працював там старшим науковим співробітником і завідувачем відділу.
1966 року здобув науковий ступінь кандидата ветеринарних наук і 1971-го — звання старшого наукового співробітника. З 1971 по 1981 рік працював у Харківському зооветеринарному інституті доцентом. Науковий ступінь доктора ветеринарних наук має з 1979 року. Тема дисертації «Вірусний гепатит каченят, заходи боротьби і профілактики». З 1981 по 1985 рік працював у Бєлгородському науково-учбовому центрі завідувачем кафедри технології виробництва продуктів тваринництва. З 1983 рок — професор по кафедрі мікробіології. З 1985 року працював у Сумському національному аграрному університеті завідувачем кафедри вірусології, патологічної анатомії та ветеринарно-санітарної експертизи.
Трагічно загинув 26 жовтня 2007 року.
Основний напрямок наукової роботи – заразні хвороби птиці різних видів — епізоотологія, діагностика, профілактика та ін.
Уперше в Україні (і в СРСР) одержав вакцинний штам вірусного гепатиту качок. За вакцину проти цієї хвороби в 1976 році зі співавторами нагороджений Державною премією УРСР.
Опублікував 222 наукові роботи, в тому числі 6 книжок, 5 підручників, 10 методичних посібників для лабораторно-практичних занять й рекомендацій для виробництва. Багато років був членом Спеціалізованої ради по захисту докторських дисертацій, членом науково-методичної ради Державного департаменту ветеринарної медицини Міністерства аграрної політики України, членом Всесвітньої наукової асоціації птахівників.
Основні наукові публікації:
- «Отримання атенуйованих штамів вірусу гепатиту каченят», 1964
- «Випробування вакцини проти вірусного гепатиту каченят», 1967
- «Вивчення хвороби каченят, схожої з енцефаломієлітом», 1970
- «Аліментарна міопатія мускульного шлунка птахів», 1972
- «Вірусний гепатит каченят», 1976
- «Розробка і втілення специфічних засобів та групових методів при вірусному гепатиті каченят», 1978
- «Епізоотологія, діагностика і перспективи боротьби з інфекційними хворобами птиці», 1981
- «Охорона оточуючого середовища в промисловому птахівництві», 1987; співавтор Прилуцький П. П.
- «Бактеріальне осіменіння пташників: вплив на курей і розповсюдження в навколишньому середовищі», 1989
- «Практикум по приватній ветеринарній вірусології», 1990
- «Ветеринарний захист у перепелівництві»; 1992
- «Ще раз про перепелів: Технологія вирощування та здоров'я тварин»; співавтори Решетило О. І., Гаркава В. В., 2002
- Калініна О. С., Панікар І. І., Скибіцький В. Г. «Ветеринарна вірусологія: Підручник.» — К.: Вища освіта, 2004
- «Перспектива розвитку перепелівництва і напрямки наукових розробок в Україні і світі», 2002 співавтори, В. В. Гаркава, О. В. Данілов, С. А. Семіняченко
- «Особливості бактеріальної флори перепелиних ферм різних областей України», 2003.